# District de Villach-Land
Le district de Villach-Land est une subdivision territoriale du land de Carinthie en Autriche.

## Géographie

### Lieux administratifs voisins
|                                            | District de Spittal an der Drau | District de Feldkirchen Villach (ville statutaire) |
| District de Hermagor                       |                                 | District de Klagenfurt-Land                        |
| Province d'Udine (Frioul-Vénétie Julienne) | Slovénie                        |                                                    |

## Communes
Le district de Villach-Land est subdivisé en 19 communes :
- Afritz am See
- Arnoldstein
- Arriach
- Bad Bleiberg
- Feistritz an der Gail
- Feld am See
- Ferndorf
- Finkenstein am Faaker See
- Fresach
- Hohenthurn
- Nötsch im Gailtal
- Paternion
- Rosegg
- Sankt Jakob im Rosental
- Stockenboi
- Treffen
- Velden am Wörther See
- Weissenstein
- Wernberg